# بيغيلو كوبر
بيغيلو كوبر (بالإنجليزية: Bigelow Cooper)‏ هو ممثل أمريكي، ولد في 21 ديسمبر 1867 في سبرينغفيلد في الولايات المتحدة، وتوفي في 1953 في مقاطعة ويستتشستر في الولايات المتحدة.

## وصلات خارجية
- بيغيلو كوبر على موقع IMDb (الإنجليزية)
- بيغيلو كوبر على موقع أول موفي (الإنجليزية)
- بيغيلو كوبر على موقع قاعدة بيانات برودواي على الإنترنت (الإنجليزية)
- بيغيلو كوبر على موقع قاعدة بيانات الفيلم (الإنجليزية)